# Vritz
Vritz era una comuna francesa situada en el departamento de Loira Atlántico, de la región de Países del Loira, que el 1 de enero de 2018 pasó a ser una comuna delegada de la comuna nueva de Vallons-de-l'Erdre al fusionarse con las comunas de Bonnœuvre, Freigné, Maumusson, Saint-Mars-la-Jaille y Saint-Sulpice-des-Landes.

## Demografía
| Gráfica de evolución demográfica de Vritz entre 1800 y 2015 |
|                                                             |

Los datos demográficos contemplados en este gráfico de la comuna de Vritz se han cogido de 1800 a 1999 de la página francesa EHESS/Cassini, y los demás datos de la página del INSEE.